# Dexter McCluster
Dexter Marquise McCluster (Largo, 25 agosto 1988) è un ex giocatore di football americano statunitense che ha militato nel ruolo di wide receiver nella National Football League (NFL) e nella Canadian Football League (CFL). Fu scelto nel corso del secondo giro (36º assoluto) del Draft NFL 2010 dai Kansas City Chiefs. Al college ha giocato a football all'Università del Mississippi.

## Carriera professionistica

### Kansas City Chiefs
McCluster fu scelto dai Kansas City Chiefs nel corso del secondo giro del Draft 2010. Segnò il suo primo touchdown nella NFL nella sua gara di debutto il 13 settembre 2010 contro San Diego Chargers sul ritorno di un punt da 94 yard, il più lungo della storia della franchigia. Per quella prestazione venne premiato come Rookie della settimana. Il primo touchdown su corsa lo segnò nell'ultima gara della stagione regolare 2011. La sua stagione si concluse con 516 yard corse.
Nella settimana 1 della stagione 2012 ricevette 6 passaggi per 82 yard contro gli Atlanta Falcons. Nella settimana 8 contro gli Oakland Raiders segnò il suo unico touchdown su ricezione in stagione. La stagione di McCluster si concluse coi primati in carriera per ricezioni (52) e yard ricevute (452).
Il primo touchdown della stagione 2013, McCluster lo segnò nella settimana 8 contro i Cleveland Browns, contro cui i Chiefs si mantennero imbattuti in stagione. A fine stagione fu premiato con la prima convocazione al Pro Bowl in carriera come punt returner e inserito nel Second-team All-Pro dall'Associated Press come ritornatore, mentre la Pro Football Writers Association lo inserì nel First-team.

### Tennessee Titans
L'11 marzo 2014, McCluster firmò un contratto triennale del valore di 12 milioni di dollari, 4,5 dei quali garantiti, con i Tennessee Titans.

## Palmarès
- Convocazioni al Pro Bowl: 1

2013
- First-team All-Pro: 1

2013
- Rookie della settimana: 1

settimana 1 della stagione 2010

## Statistiche
| Partite totali         | 58    |
| Partite da titolare    | 23    |
| Ricezioni              | 172   |
| Yard su ricezione      | 1.500 |
| Touchdown su ricezione | 5     |

Statistiche aggiornate alla stagione 2013